# Autostrada A143 (Niemcy)

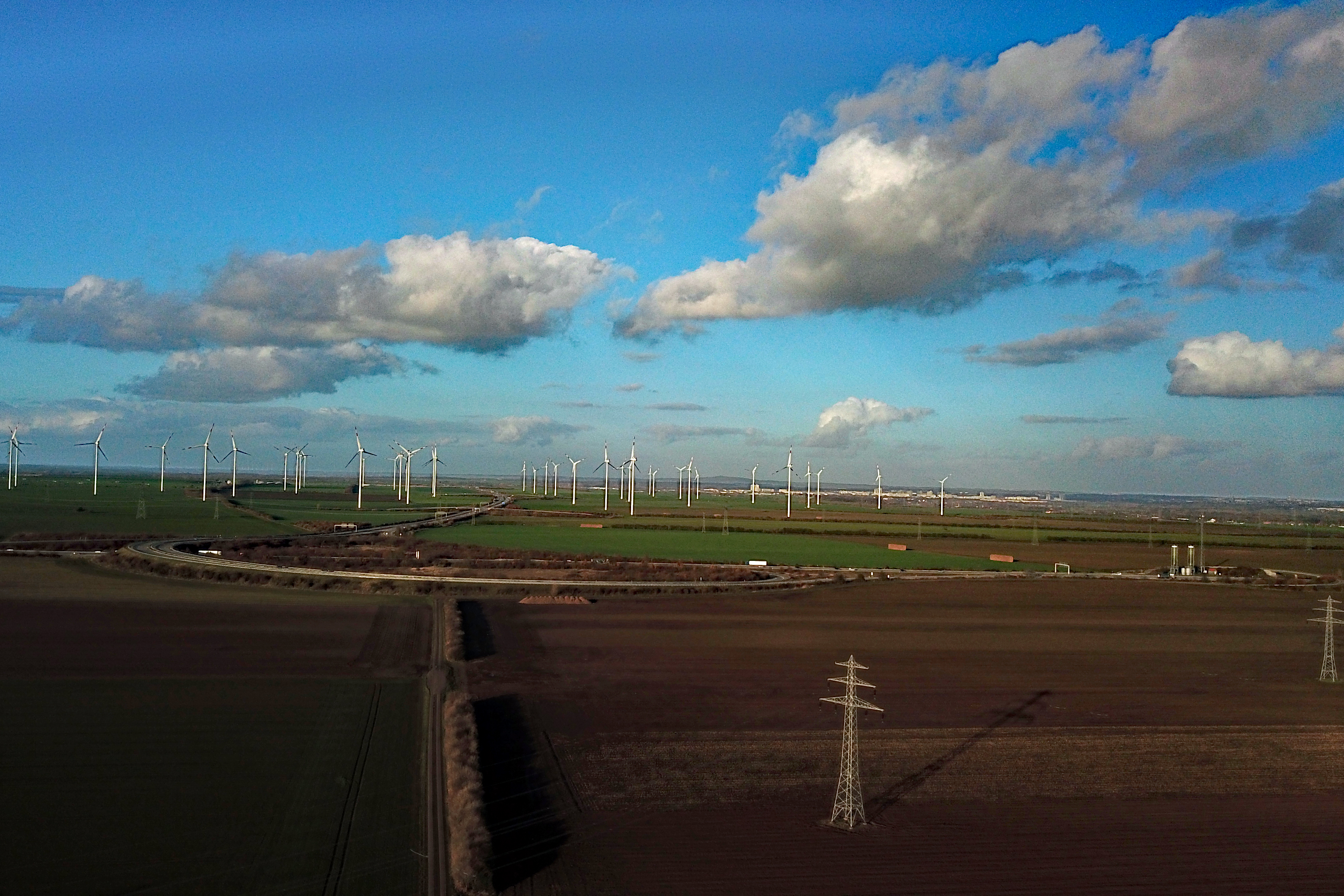
Początek autostrady na węźle Dreieck Halle-Süd

Autostrada federalna A143 (niem. Bundesautobahn 143 (BAB 143), Autobahn 143 (A143), nazywana także zachodnią obwodnicą Halle i pętlą środkowoniemiecką (niem. Westumfahrung Halle, Mitteldeutsche Schleife)) – autostrada w Niemczech przebiegająca z północy na południe, od planowanego skrzyżowania z autostradą A14 na węźle Dreieck Halle-Nord do skrzyżowania z autostradą A38 na węźle Dreieck Halle-Süd, w Saksonii-Anhalt.
Autostrada ma docelowo stanowić zachodnią obwodnicę autostradową Halle. Istniejący odcinek ukończono w latach 2003-2004.  Budowa brakującego odcinka o długości 12,6 km jest znacznie opóźniona z powodu protestów organizacji ekologicznych.